# PRADO (informační systém)
Veřejný rejstřík pravých dokladů totožnosti a cestovních dokladů online (PRADO) je informační systém na webu Rady Evropské unie. PRADO je zkratka slov Public register of authentic documents online a obsahuje obrázky a technický popis cestovních dokladů a průkazů totožnosti. Rejstřík je pravidelně aktualizován a k dispozici je i popis v češtině.

## Datový obsah
PRADO obsahuje 
- vyobrazení nejběžněji používaných dokladů totožnosti a cestovních dokladů,
- popis nejdůležitějších zajišťovacích prvků dokladů,
- informaci o době platnosti a hlavním využití dokladů.

Obsahem PRADO jsou popisy dokladů ve všech členských státech EU a na Islandu, v Norsku a ve Švýcarsku a jejich ochranných prvků (mezi které patří průsvitky, reakce v UV světle, opticky proměnlivé prvky, opticky proměnlivá barva a některé techniky tisku).

## Informační systém

### Aktualizace
Rejstřík PRADO je pravidelně aktualizován z databáze FADO (False and Authentic Documents Online – Falešné a pravé doklady online), který byl zřízen společnou akcí Rady 98/700/SVV a obsahuje utajované informace s omezeným přístupem. Informace o nových dokladech jsou v PRADO dostupné den poté, co byly ověřeny v systému Expert FADO.

### Funkcionalita aplikace
Doklady lze vyhledat podle vydávající země nebo podle názvu. Webový systém je přizpůsoben pro mobily (responsivní design) a obsahuje kontextovou nápovědu včetně ilustrací. Další užitečnou funkcí je přiblížení (zoom).